# Bolligen
Bolligen ist eine politische Gemeinde im Verwaltungskreis Bern-Mittelland des Kantons Bern in der Schweiz.

## Geographie
Bolligen liegt nordöstlich von Bern. Auf einer Fläche von 16,57 Quadratkilometern verbindet Bolligen das Worblental mit dem Emmental. Der Höhenzug der «Lutzere» bildet die Wasserscheide zwischen Emme und Aare.
Nachbargemeinden von Bolligen sind Ittigen, Ostermundigen, Stettlen, Vechigen, Krauchthal, Mattstetten, Urtenen-Schönbühl, Moosseedorf und Münchenbuchsee.
Auf Gemeindegebiet liegen u. a. die Ortschaften und Weiler Habstetten, Flugbrunnen, Bantigen und Ferenberg; hinter dem Bantiger Geristein.
Auf dem Gebiet von Bolligen liegt auch der Hügel Bantiger (947 m ü. M.). Der dortige Sendeturm der Swisscom versorgt die umliegende Region mit Radioprogrammen, zudem bietet er eine gute Aussicht auf das Panorama von Jura, Schweizer Mittelland und Alpen.
Die RBS-Linie nach Worb verbindet Bolligen mit dem Hauptbahnhof Bern. Der Ortsteil Habstetten ist mit der Buslinie 46 des RBS erschlossen.

## Politik
Gemeindepräsident ist seit 2023 René Bergmann (Mitte, Stand 2024).
Im Gemeinderat sind FDP (2), SP (2), SVP (1), BDP (1) und Grüne (1) vertreten (Stand August 2021).
Bei den Nationalratswahlen 2023 betrugen die Wähleranteile in Bolligen (in Klammern die Veränderung im Vergleich zu den Wahlen 2019 in Prozentpunkten): SVP 21,07 % (−1,29), SP 20,43 % (+3,96), glp 16,22 % (+3,86), FDP 13,73 % (−0,89), Mitte 11,09 % (−0,83), Grüne 10,06 % (−3,61), EVP 3,16 % (−0,79), EDU 1,51 % (+0,46), Weitere 2,73 % (−0,88).

## Wasserversorgung, Wirtschaft
Bolligen ist beim Wasserverbund Region Bern angeschlossen. Der Kanton hat die Konzession für das Pumpwerk Boll nicht verlängert. Wohl unabhängig davon hat sich die Coca-Cola HBC dazu entschieden, die seit den 1960er Jahren ansässige Abfüllerei in Bolligen zu schliessen.

## Sehenswürdigkeiten
Im historischen Zentrum findet der Besucher eine Kirche, die auf das 12. Jahrhundert zurückgeht, mit Pfrundscheune und Pfarrhaus aus dem 16. Jahrhundert.
In den Wäldern beim Bantiger liegen besonders viele Findlinge, die in der Eiszeit der Rhone- und der Aargletscher deponiert haben.
Bei Geristein gibt es eine Ruine der Burg Geristein.
Das «Bottisgrab» ist ein Paar von prähistorischen Menhiren, deren Spitzen neben der Autobahn A1 im Grauholz aus dem Boden ragen. Es trägt den Namen des Riesen Botti, einer lokalen Sagengestalt, an die man sich in der Gegend erinnert (in Ittigen als Fasnachtsgestalt, in Moosseedorf mit einer Holzstatue sowie im lokalen Liedgut).

## Persönlichkeiten
- Samuel Kneubühler († 1684), Buchdrucker
- Alexander Heimann (1937–2003), Schriftsteller
- Ruedi Hunsperger (1946–2018), Schwinger, Habstetten
- Robert Kiener (1866–1945), Maler, Zeichner, wissenschaftlicher Illustrator und Lehrer
- Margret Kiener Nellen (* 1953), ehemalige Nationalrätin (SP/BE) und ehemalige Gemeindepräsidentin
- Res Schmid (* 1955), Schwyzerörgelispieler